# 不缠足会
不缠足会，或称戒缠足会，是清朝末年反对妇女缠足的民间组织。不缠足会是受到戊戌变法影响产生的，它的出现一定程度上促进了中国妇女解放运动的出现。

## 背景

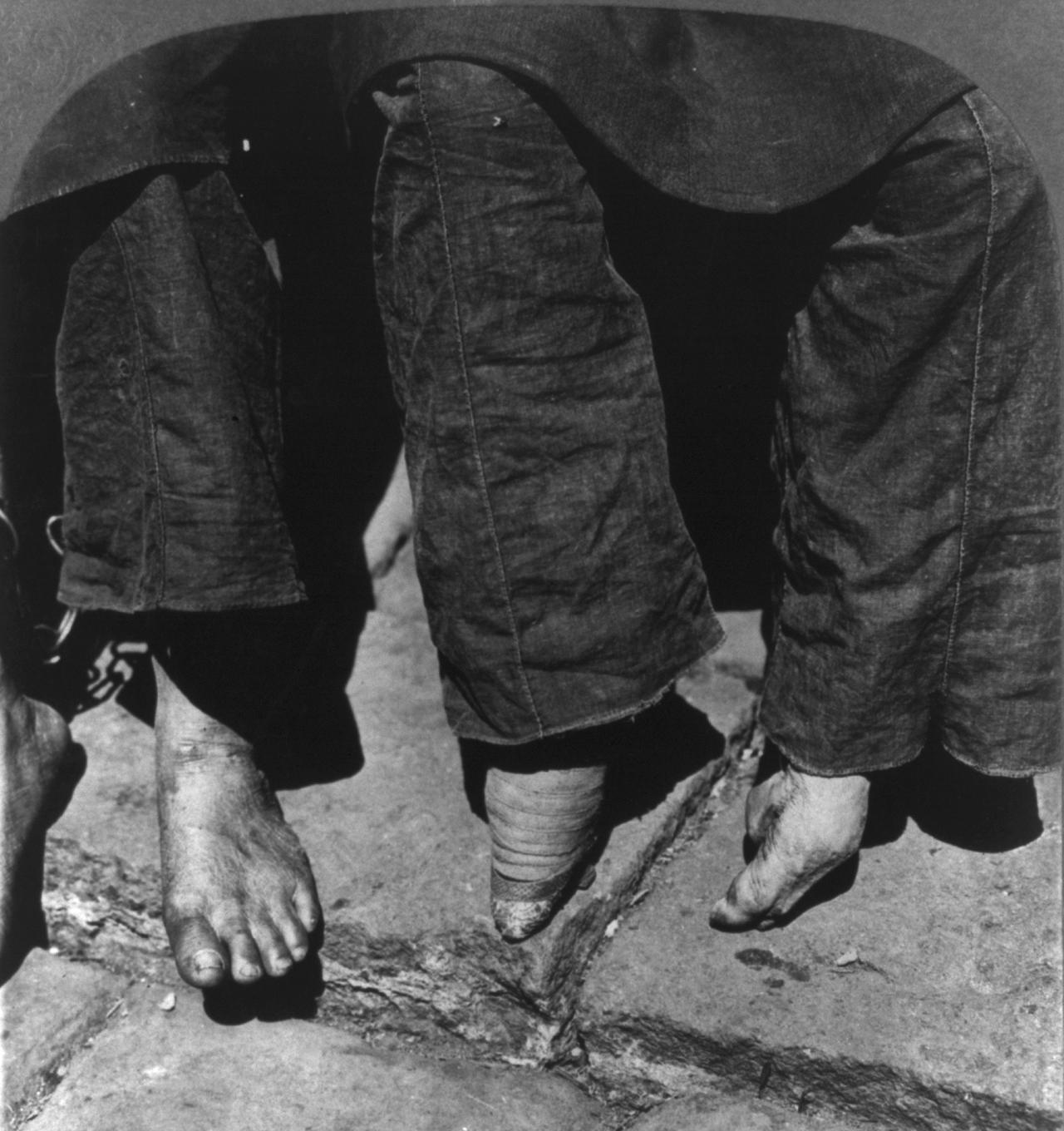
1902年，一个缠足的妇女与没有缠足的妇女比较

缠足的由来有多种说法如南唐李后主说，隋炀帝说等，但作为古代陋习至清朝已经流传数百年以上。而缠足的原因也有当时人以缠足为美，或故意让女性行动不便以限制他们的自由等。五口通商之后基督教开始在中国盛行，传教士们来到中国后都对缠足恶习表示反感，认为是对女性的歧视和作贱，应当废除。于是传教士们也有所行动，如1875年厦门教会的光照牧师(John MacGowan)组织成立“戒缠足会”，据记载有八十多户教徒参加。这样的活动虽然影响力极小，却是有组织地反对缠足的先兆。

## 产生
戊戌变法及其前奏，出现了很多由新思潮推动的社会改良运动。但唯一广泛传播的就是“不缠足运动”，由此产生的组织就是“不缠足会”。
1887年康有为在广东省南海县与开明士绅区谔良一起创办“不缠足会”，由于民众反对而失败。
1895年，康有为与康广仁再次在广东成立“粤中不缠足会”，康有为的女儿康同薇、康同璧带头不缠足，据说使得“粤风大移”。1896年底，湖南人吴性刚在岳州成立“戒缠足会”，有会员40人。 
1897年后不缠足运动得到迅速发展。这一年广东顺德县组织不缠足会，入会人数多至百人，梁启超为此写了一篇《戒缠足会叙》。6月30日，上海不缠足总会成立，入会人数众多，更影响了福州、天津、澳门等地成立相应组织。1897年初陈保彝在长沙地区成立戒缠足会。
1898年维新变法期间，谭嗣同、唐才常等人在长沙创立“湖南不缠足会”，会址设长沙市小东街（今中山西路）《湘报》报馆内，黄遵宪、徐仁铸、熊希龄、谭嗣同、樊锥、易鼐等人担任董事。
但有人认为此时的不缠足会有地域性限制，影响力有限。而且大多仅限于知识分子阶层。维新运动结束后，不缠足运动也相应暂停。

## 二次发展
清末新政期间，不缠足运动再度兴起。1902年，慈禧太后下诏勸妇女勿缠足：「漢人婦女，率多纏足，由來已久，有傷造物之和。務當婉切勸導，以期漸除積習。」。1905年1月10日天足会在上海议事厅举行会议，参会人数达800人以上；3月25日召开天足会年会，到会者“摩肩擦踵”，“后至者乃无隙地”。1905年天足会在上海、成都、西安发放的宣传资料有10万多册。
政府官员也对此事表示支持。四川总督岑春煊印制了《不缠足官话浅说》5万本。直隶总督袁世凯、湖广总督端方亲自撰文劝戒缠足。1904年大部分省贴出戒缠足告示。部分官员还令自己的妻女亲属放足。
不缠足运动也取得了一定成果。据资料显示，“闽粤缙绅之家，妇女不缠足者，十已七八”。广州“放足者十有八九”。山东潍县“放足者不下千人”。